# Zgodovina slovenskega slovstva (Karol Glaser)
Prvi obsežni pregled zgodovine slovenskega slovstva, ki ga je spisal Karel Glaser, izdala Slovenska Matica v letih 1894–1900. Očitajo mu pomanjkanje znanstvene kritičnosti.

## O nastanku in razlogih zanj
S pisanjem  Zgodovine slovenskega slovstva je Karel Glaser začel leta 1887 v Trstu, kjer je služboval kot gimnazijski profesor slovenščine. Jeseni 1892 je delo poslal uredniku Slovenske Matice Franu Levcu. Levec se je po pogovoru s predsednikom založbe Josipom Marnom odločil, da delo še ni primerno za objavo in da ga brez revizije strokovnjakov ni mogoče izdati. Glaser je v strahu, da bi njegovo delo ostalo brez objave, pisal Levcu, da je pripravljen ugoditi vsem opombam popravljalcev. Po strokovnem pregledu Levca, zgodovinarja Simona Rutarja in graškega slavista Vatroslava Oblaka so aprila 1894 na SM objavo potrdili, prvotni načrt treh zvezkov pa se je povečal na štiri, ki so izhajali od 1894 do 1900.
Čeprav se je Glaser zavedal, da je za pisanje slovstvene zgodovine najbolj sposoben prav Levec, se je za avtorstvo odločil sam. Tako delo je bilo nujno potrebno za poučevanje slovenščine in strokovno javnost, saj je bila Kleinmayrjeva Zgodovina slovenskega slovstva iz 1881. leta šestkrat manjšega obsega. Pri zbiranju gradiva je v Trstu imel veliko težav, zapletalo se je tudi pri iskanju v ljubljanskih knjižnicah in pozneje zaradi številnih popravkov pri tiskarjih. Veliko gradiva je pridobil z dopisovanjem in osebnimi pogovori, pri novejšem slovstvu so mu pomagali celo dijaki. Pri neliterarnih področjih so mu pomagali – Josip Benkovič pri filozofiji, bogoslovju in cerkveni umetnosti, Jernej Ravnikar pri vzgojeslovju in Danilo Majaron pri pravoslovju in državoznanstvu. Opiral se je predvsem na Čop-Šafárikovo Geschichte der Südslavischen Literatur (1864) in literarnozgodovinske članke v Marnovem Jezičniku (1863–1892). 

## Vsebina
- I. zvezek: Od početka do francoske revolucije.

Obseg 220 strani. Izšel 1894.
V predgovoru pregled slovenskih literarnozgodovinskih publikacij.
Razdeljen na tri dele: 
A - Uvod in cerkvenoslovansko slovstvo  do 47.,
B - Protestantovska dôba do 128.,
C - Katoliška dôba do 220. strani.
Pri delih B in C tudi poglavji o kajkavskih pisateljih, pri C poglavje Zdravilstvo.
- II. zvezek: Od francoske revolucije do 1848. l.

Obseg 276 strani. Izšel 1895.
Razdeljen na devet delov: 
I. - Zgodovinski pregled od 1790. do 1815. leta do 7.,
II. - Kulturni pregled od 1740. do 1815. leta do 29., 
III. - Vpliv nemškega in češkega slovstva; domači pospeševatelji do 39., 
IV. - a) Slovstveni pregled od 1790. do 1815. l.; b) Slovenski pravopisi do 51., 
V. - Pisatelji do 95., 
VI. - Kratek pregled evropske zgodovine od 1815. do 1848. l. do 115., 
VII. - Vpliv nemških romantikov, čeških in hrvatskih preporodnikov do 128.,
VIII. - Slovstveni pregled od 1815. do 1848. leta do 135., IX. - Pisatelji do 206. strani.
Dve prilogi z bibliografskimi in vsebinskimi opombami, tretja priloga razločevalna tabela bohoričice,  danjčice, metelčice in gajice.
- III. zvezek: Bleiweisova dôba od 1848. do 1870. leta.

Obseg 338 strani. Izšel 1896.
Razdeljen na štiri dele:
I. -  Zgodovinski pregled od 1848. do 1870. leta do 7.,
II. - Pojavi slovenskega življa v društvih, zborih, v šolah in v gledališču do 32.,
III. - Slovstveni pregled do 55.,
IV. - Pisatelji do 220. strani.
Do 336. strani priloga z uradnimi (cesarskimi) razglasi in bibliografijo.
- IV. zvezek: Stritarjeva dôba od 1870. do 1895. leta.

Obseg 483 strani. Izhajal od 1898 do 1900.
Razdelil se je na tri zvezke (dele).
Prvi zvezek:
I. - Zgodovinski pregled do 2.,
II. - Razvitek slovenstva po društvih do 12.,
III. - Slovstveni pregled do 16.,
IV. - Pesništvo (Lirsko pesništvo, Epsko pesništvo, Dramatsko pesništvo, Pripovedništvo) do 151. strani.
Drugi zvezek Znanstveno in poučno slovstvo je razdeljen na:
I. - Zgodovina (zemljepisje, narodopisje, potopisje) do 183.,
II. - Jezikoslovje do 217.,
III. - Prirodoslovje in narodno gospodarstvo do 233.,
IV. - Modroslovje do 245.,
V. - Bogoslovje do 283.,
VI. - Cerkvena umetnost (:a)Stavbarstvo, b) Glasba) do 287.
VII. - Bibliografija do 303.,
VIII. - Vzgojeslovje do 312. strani.
Tretji zvezek je nadaljevanje drugega in konec knjige:
VIII. - Vzgojeslovje do 352.,
IX. - Časniki in časnikarstvo do 372.,
X. - Pravoznanstvo in državoznanstvo do 398.,
XI. - Raznoterosti (Brzopisje, Zdravilstvo, Vojaške stvari) do 400.,
XII. - Bibliografija do 458. strani.
Priloženi sta kazalo po strokah in avtorsko imensko kazalo za vse štiri zvezke.

## Kritike
Kritiki so se ob izidu strinjali, da je pisec zajel preveč snovi, jo nepregledno razvrstil in zagrešil veliko stvarnih napak. Upošteval je stroke, ki ne sodijo v slovstvo, preveč je obširnih zgodovinskih pregledov, bibliografskih podatkov, nepomembnih malenkosti, premalo pa odkrivanja medsebojnih zvez in avtorjevega vrednotenja. Najhujša kritika sta bila mlada slavista Vatroslav Oblak in Fran Vidic v Ljubljanskem zvonu – biografski in bibliografski podatki so nesorazmerni in premalo pretehtani glede na pomen posameznih pisateljev, pisec ne podaja duševnega življenja (literarna zgodovina ni zgodovina knjig, temveč zgodovina idej). V oceni zadnjega zvezka je spravo med avtorjem in kritiki poskušal doseči Josip Tominšek, ki je delu zaradi velikega obsega in natančnosti priznal velik pomen, ki pa bi se ga dalo povečati s preureditvijo kazal.
Dva od poznejših avtorjev Ivan Grafenauer in Ivan Prijatelj o delu ne razglabljata, France Kidrič pa meni, da ne ustreza idealu literarne zgodovine, a da kljub temu daje obilo gradiva in znatno olajša delo nasledniku. Prve sodobnejše kritike je zaslediti šele v 60. letih pri Marji Boršnik, Joži Mahniču, Antonu Slodnjaku. Mahniča moti, da delo ne poudarja kontinuitete razvoja v dobah in da se preveč ukvarja z znanostmi in splošno zgodovino, po kateri določa tudi slovstveno periodizacijo. Slodnjak pravi, da pri zgodovinsko-sociološki metodi nastajanja Glaser ni ločil bistvenega od nebistvenega, bil pa je kolikor mogoče izčrpen. Boršnikova meni, da avtor v mnoštvu vseh mogočih političnih, znanstvenih, upravnih, cerkvenih in drugih pismenskih podatkov komaj loči med besedno umetnostjo in neumetnostnimi besedili. Vsi pa mu priznavajo pionirstvo prve vidnejše literarne zgodovine na Slovenskem in delo opišejo kot bogato najdišče podatkov, ki pa jih je treba kritično preveriti.

## Zanimivosti
- Ker je Glaserja pisanje Zgodovine po 3–4 mesecih utrudilo, je »navadno v prostih urah par mesecev prevajal Shakespeara, da je duh dobil druge hrane in sé tem se nekoliko okrepil in zopet pisal Zgod. dalje in potem zopet prevajal Shakespeara in na tak način si ohranil ravnotežje.« Glaser je poslovenil 11 Shakespearjevih dram, a tako »filološko suhoparno«, da mu jih v nasprotju s Cankarjevimi, Župančičevimi in Funtkovimi prevodi nikoli niso objavili.
- France Kidrič je opozoril na napako, ki se je pripetila Glaserju v I. zvezku njegove Zgodovine, kjer je »odkril« nov slovstveni spomenik slovenščine – v admontskem benediktinskem samostanu na gornjem Štajerskem se je hranil kodeks z nekaterimi molitvami in zapisi živalskih poimenovanj v latinščini in 'in lingua vernacula' – tu ni šlo za slovenske, temveč za nemške zapise.